# Living in a Box
 (décembre 2023).
Si vous disposez d'ouvrages ou d'articles de référence ou si vous connaissez des sites web de qualité traitant du thème abordé ici, merci de compléter l'article en donnant les références utiles à sa vérifiabilité et en les liant à la section « Notes et références ».
 (décembre 2023).
La mise en forme du texte ne suit pas les recommandations de Wikipédia : il faut le « wikifier ».
Les points d'amélioration suivants sont les cas les plus fréquents. Le détail des points à revoir est peut-être précisé sur la page de discussion.
- Les titres sont pré-formatés par le logiciel. Ils ne sont ni en capitales, ni en gras.
- Le texte ne doit pas être écrit en capitales (les noms de famille non plus), ni en gras, ni en italique, ni en « petit »…
- Le gras n'est utilisé que pour surligner le titre de l'article dans l'introduction, une seule fois.
- L'italique est rarement utilisé : mots en langue étrangère, titres d'œuvres, noms de bateaux, etc.
- Les citations ne sont pas en italique mais en corps de texte normal. Elles sont entourées par des guillemets français : « et ».
- Les listes à puces sont à éviter, des paragraphes rédigés étant largement préférés. Les tableaux sont à réserver à la présentation de données structurées (résultats, etc.).
- Les appels de note de bas de page (petits chiffres en exposant, introduits par l'outil «  Source ») sont à placer entre la fin de phrase et le point final[comme ça].
- Les liens internes (vers d'autres articles de Wikipédia) sont à choisir avec parcimonie. Créez des liens vers des articles approfondissant le sujet. Les termes génériques sans rapport avec le sujet sont à éviter, ainsi que les répétitions de liens vers un même terme.
- Les liens externes sont à placer uniquement dans une section « Liens externes », à la fin de l'article. Ces liens sont à choisir avec parcimonie suivant les règles définies. Si un lien sert de source à l'article, son insertion dans le texte est à faire par les notes de bas de page.
- La présentation des références doit suivre les conventions bibliographiques. Il est recommandé d'utiliser les modèles {{Ouvrage}}, {{Chapitre}}, {{Article}}, {{Lien web}} et/ou {{Bibliographie}}. Le mode d'édition visuel peut mettre en forme automatiquement les références.
- Insérer une infobox (cadre d'informations à droite) n'est pas obligatoire pour parachever la mise en page.

Pour une aide détaillée, merci de consulter Aide:Wikification.
Si vous pensez que ces points ont été résolus, vous pouvez retirer ce bandeau et améliorer la mise en forme d'un autre article.
Living in a Box est un groupe britannique fondé en 1985. Ils sont surtout connus pour leur premier single qui porte le nom du groupe, produit par Richard James Burgess. Le groupe se compose actuellement des membres fondateurs Anthony "Tich" Critchlow (batterie) et Marcus Vere (claviers, synthétiseurs) ainsi que du chanteur Bryan Chambers.

## Carrière
Formation et scission
Living in a Box a été formé en 1985 à Sheffield. Le groupe s'est nommé d'après la première chanson qu'ils avaient enregistrée ensemble en studio. C'était en fait cette chanson qui les avait réunis en premier lieu. Vere et Critchlow enregistraient la version démo de la chanson dans un studio également visité par Richard Darbyshire, un artiste indépendant à l'époque. Richard a été invité à rejoindre ses deux futurs compagnons de groupe en studio pour enregistrer les voix du morceau, et les trois sont officiellement devenus un groupe.
Sorti deux ans plus tard, "Living in a Box" était leur single le plus réussi sur le plan commercial, culminant à la 5e place du UK Singles Chart et est devenu le seul single du groupe à figurer dans le Top 40 du Billboard Hot 100 aux États-Unis. Le single figurait sur le premier album éponyme du groupe, qui comprenait également les singles suivants " Love is the Art ", " So the Story Goes " et " Scales of Justice ". Alors que "So the Story Goes" était le seul de ces singles supplémentaires à percer le Billboard Hot 100 américain, les trois chansons ont été enregistrées dans leur pays d'origine, où le groupe a continué à connaître plus de succès. Leur album de suivi, Gatecrashing en 1989, s'est avéré encore plus réussi au Royaume-Uni, générant deux succès du Top Ten, "Blow the House Down" (qui mettait en vedette Brian May de Queen à la guitare) et "Room in Votre cœur". L'album lui-même a culminé à la 21e place. Des différences artistiques, ainsi que des changements dans leur label Chrysalis, ont provoqué la séparation du groupe en 1990 avant la sortie d'un troisième album.
Après Living in a Box
Le leader Richard Darbyshire a poursuivi sa carrière musicale de longue date, écrivant des chansons pour des artistes tels que Lisa Stansfield et connaissant brièvement un succès modeste en tant qu'artiste solo. Son album solo, How Many Angels (1994) a été réédité à plusieurs reprises (à partir de 1999, date à laquelle il a été réédité sous le titre de Love Will Provide) accompagné de divers morceaux nouveaux et inédits.
Anthony "Tich" Critchlow et Marcus Charles Vere ont temporairement pris leur retraite de l'industrie de la musique après la séparation du groupe. Tich dirige sa propre entreprise fournissant des installations d'éclairage et d'éclairage sur mesure.
Après une brève pause, Vere a changé de direction et a produit une série primée de DVD éducatifs intitulée Here Comes A...! pour les enfants d'âge préscolaire; les sujets incluent des films d'action en direct sur les tracteurs, les pelleteuses, les trains et les camions de pompiers. L'entreprise a été mise en ligne début 2017 sous le nom de Kids Trucks TV et est devenue un succès phénoménal sur YouTube. En mai 2016, Vere a été crédité d'avoir écrit les chansons "Viva Love", "Flames of Desire", "Kiss Me Goodbye" et "Ten Below Zero" sur l'album Top 5 ABC Lexicon of Love II.
Grand Theft Auto V
En 2013, la chanson du groupe "Living In A Box" figurait sur la bande originale du jeu vidéo d'action et d'aventure Grand Theft Auto V, créé par Rockstar Games. C'est le deuxième jeu vidéo le plus vendu de tous les temps avec 160 millions d'unités vendues en avril 2018.
Reformation de Living in a Box
En 2016, Living in a Box s'est reformé avec le chanteur soul britannique Kenny Thomas remplaçant Darbyshire. À l'été 2022, ils ont annoncé via Twitter qu'ils avaient un nouveau chanteur, Bryan Chambers. Depuis qu'ils se sont reformés, le groupe est apparu lors d'événements de festivals en direct au Royaume-Uni tels que Let's Rock, Rewind et Flashback et continue de jouer régulièrement des concerts.
Héritage
La chanson "Living in a Box" a ensuite été reprise par Bobby Womack, qui avait également travaillé avec Living in a Box sur le single "So the Story Goes".

## Membres
- Marcus Charles Vere – claviers, synthétiseurs (1985–1990, 2016–présent)
- Anthony "Tich" Critchlow - batterie (1985–1990, 2016–présent)
- Bryan Chambers - chant (2022-présent)

## Anciens membres
- Richard Darbyshire – chant, guitare (1985–1990)
- Kenny Thomas - chant (2016-2022)

## Discographie
Albums studio
- 1987 : Living in a Box
- 1989 : Gatecrashing